# Tie Siding
Tie Siding è una piccola comunità non incorporata nella lontana parte sud-orientale della contea di Albany, nel sud-est del Wyoming, negli Stati Uniti, a circa diciotto miglia a sud di Laramie e otto miglia a nord del confine con il Colorado. La popolazione è molto piccola e Tie Siding non è stata considerata come census-designated place nel censimento del 2010.

## Storia
Tie Siding era strategicamente situata sul sito dalle prime compagnie ferroviarie occidentali per servire l'espansione dei sistemi ferroviari del West dalla fine degli anni 1860 fino all'inizio degli anni 1900. La piccola comunità interagiva con le vicine città ferroviarie del Colorado, come Virginia Dale, LaPorte e Pingree Park.
Nel 1886, Edward Ivinson, un ricco banchiere di investimenti e mercante di merci secche di Laramie, scese da un treno quando fermò a Tie Siding per prendere l'acqua, e decise che voleva costruire una casa e un ospedale qui. Invece, tuttavia, tornò in seguito a Laramie, poche miglia a nord, e costruì una grande villa per sé, in quella che più tardi sarebbe stata intitolata a Ivinson Street in suo onore.
Completata nel 1892, l'Ivinson Mansion esiste ancora oggi come la più grande casa di Laramie, dove nel 2015 era utilizzata come museo. Era stata l'intenzione di Ivinson di cercare l'elezione nel 1892, come governatore del nuovo stato del Wyoming, ammesso nell'Unione nel 1890 e di rendere la sua dimora la residenza signorile come governatore del Wyoming. Sperava anche che Laramie fosse designata capitale dello stato. Ivinson, tuttavia, non vinse le elezioni governative, e Cheyenne, invece di Laramie, divenne la capitale del Wyoming.

### Oggi
Nel 2015, il sito di Tie Siding era la sede di un mercato delle pulci e di un ufficio postale degli Stati Uniti - ZIP code: 82084.